# El show de Basil Brush
The Basil Brush Show es un programa infantil de la televisión británica realizado con títeres. Desde la década de 1960 hasta la actualidad, el programa ha aparecido, primero, en la programación infantil y más tarde, en la programación para adultos.
Basil Brush es un zorro con un buen sentido del humor. Este zorro comparte apartamento con su amigo Stephen, y con sus sobrinos Dave y Molly. Los cuatro pasan el tiempo en casa o en la cafetería de su amigo Anil. Pero Basil no solo lleva una vida normal, sino que también se lanza a todo tipo de disparatadas y emocionantes aventuras, siempre con el atuendo adecuado para la ocasión. 

## Personajes

### Principales
- Basil Brush: Es un zorro alocado, simpático, algo torpe e inteligente. Tiene un amplio repertorio de chistes que todos los demás consideran malos. Generalmente cada vez que dice un chiste se ríe y luego dice la expresión "Boom, Boom". 
  - El actor Original fue: Basil Brush.
  - Voz en Hispanoamérica: Rolando de Castro.
  - Voz en España: Francisco Javier García Sáenz.

- Señor Stephen: Es el compañero de apartamento de Basil Brush y tío de Dave y Molly. Basil se burla de él diciéndole "Amigo de Cara Ancha", o todo lo relacionado con su cara. 
  - Actor Original: Christopher Pizzey.
  - Voz en Hispanoamérica: Luis Daniel Ramírez.
  - Voz en  España: Pablo Sevilla.

- Dave: Es el sobrino de Stephen, sus padres se fueron de viaje por todo el mundo, quedando encargado por el Señor Stephen (pues era el único adulto responsable que encontraron). Este chico parece ser un niño común y corriente, pero tiene un gran talento económico en sus manos. 
  - Actor Original: Michael Hayes.
  - Voz en  Hispanoamérica: Bruno Coronel.
  - Voz en España: Darío García.

- Molly: Es la sobrina de Stephen, hermana mayor de Dave, al igual que Dave, sus padres se fueron de viaje por todo el mundo y esta queda encargada de Stephen. Esta niña es el contrario de Dave, estudiosa, humilde y buena estudiante. 
  - Interpretada por Georgina Leonidas
  - Voz en  Hispanoamérica: Alondra Hidalgo.
  - Voz en español de España: Inés Blázquez.

- Anil: Es el dueño de la cafetería "Anil´s". Es una persona muy dedicada a su empleo (aunque cocine muy mal); así pues, siempre ha estado dispuesto a apoyar a Basil y sus amigos.
  - Voz en Hispanoamérica: Carralero Hijo.
  - Actor Original: Ajay Chabra.
  - Voz en España: Miguel Ayones.

### Secundarios
- Ella (2ª temporada): Es la nueva residente del edificio. Es cantante.  Se hace amiga de Molly,  y Stephen se enamora de ella. 
  - Actriz Original: Tisha Martin.
  - Voz en España: Beatriz Berciano.

- Madison: Estudiante de moda.
  - Actriz Original: Laura Evans.
  - Voz en español, España: Belén Rodríguez

- Primo Mortimer: Es el primo malévolo de Basil (un profesional en el arte del robo). En su primera aparición, él llegó y pretendió ser amable y útil con los vecinos, pero su intención era robar. En la segunda temporada salió de la prisión, y aún sigue causando estragos. Cada vez que dice un chiste grita "Bang, Bang". 
  - Actor Original: Don Austin.
  - Voz en español, España: Miguel Zúñiga.

- Bingo: Es el sobrino de Basil, un chico alocado con gran sentido del humor al igual que su tío. Su grito después de un chiste es el "¡Bing, Bing!. 
  - Actor Original: Don Austin.
  - Voz en español, España: Ricardo Escobar.

- India: India es la camarera de Anil. Es una buena intérprete. 
  - Actriz Original: India De Beaufort.
  - Voz en español, España: Felicidad Barrio.

- Señor Rossiter: Propietario del apartamento que, a menudo, cobra la renta. 
  - Actor Original: Milton Johns.
  - Voz en español, España: Mario Martín.